# Rohaczów (stacja kolejowa)
Rohaczów (biał. Рагачоў; ros. Рогачёв) – stacja kolejowa w miejscowości Rohaczów, w rejonie rohaczowskim, w obwodzie homelskim, na Białorusi. Położona jest na linii Orsza - Mohylew - Żłobin.
Stacja istniała przed II wojną światową.